# Roztoka, Boureni
Roztoka (în ucraineană Розтока) este un sat în comuna Pîlîpeț din raionul Boureni, regiunea Transcarpatia, Ucraina.

## Demografie
Componența lingvistică a localității Roztoka
     Ucraineană (100%)
Conform recensământului din 2001, toată populația localității Roztoka era vorbitoare de ucraineană (100%).